# Дијанетика: Модерна наука о менталном здрављу
Дијанетика: Модерна наука о менталном здрављу (понекад се термин скраћује као ДМНМЗ ) је књига Л. Рона Хабарда о Дијанетици, систему психотерапије које је он развио из комбинације личног искуства, основних принципа источњачке филозофије и рада психоаналитичара као што је Сигмунд Фројд. Неформално се ова књига назива Књига Један. Књига је утицала на формирање покрета који је касније дефинисао себе религијом, 1950. године. Од 2013. године публикација Нова Ера, међународна издавачка кућа Хабардових дела, продаје ову књигу на енглеском језику и на преко педесет других језика.
У овој најпродаванијој књизи, Хабард је написао да је изоловао „ Динамички принцип постојања,” који назива „ Опсатнак”, и представља свој опис у људском уму. Он идентификује извор људске девијантности, као „ реактивни ум”, нормално сакривен, али увек свесни део мозга, и у извесним трауматским сећањима (енграмима) који се такође ту налазе. Дијанетика описује „ саветовање” (или технике ревизије) за које Хабард тврди да ће ослободити особу од енграма и да пруже огромне терапијске добробити.
Хабарда су критиковали научници и професионалци из области медицине, који тврде да он износи своје тврдње површно научним језиком и без доказа. Упркос овоме, Дијанетика се показала као велики комерцијални успех након објављивања, иако су запослени у књижари Б. Далтон навели да је све те цифре преувеличао Хабардов издавач кога су контролисали Сајентолози, чије групе Сајентолога су куповале на десетине или чак на стотине копија Хабардових књига и који су исте књиге препродавали натраг књижарама.

## Позадина
Пре објављивања Дијанетике, Л. Рон Хабард је био плодан писац за петпарачке часописе. Похађао је факултет за инжењеринг на Универзитету Џорџ Вашингтон, али није дипломирао.
Према Хабарду, идеје о дијанетици развиле су се током дванаест година истраживања, иако је много његових пријатеља у то време говорило да је то нешто потпуно нереално. Прво јавно представљање тих идеја је био чланак у петпарачком магазину Невероватна научна фантастика, под насловом „ Дијанетика - нова наука ума”, који се појавио неколико недеља пре објављивања књиге али је објављен у мајском 1950. издању магазина, истог месеца када је и књига објављена, чланак дужине књиге је касније објављен као књига Дијанетика: еволуција науке. Овај велики публицитет је створио толико интересовање да је до априла 1950. Хабард и уредник часописа Невероватна научна фантастика Џон В. Кампбел, са осталим заинтересованим странама основао Фондацију под називом Хабардова дијнанетичка истраживања. Хабард је тврдио да је написао Дијанетику за три недеље. Брзини његовог писања помагала је и специјална писаћа машина коју је имао, која је прихватала папир у континуелној ролни и која је имала обележене тастере за аутоматско куцање типичних речи као што су the или but. Та машина се зове Ремингтон машина, која је изложена у месту Беј Хед, у Њу Џерзију кући ходочашћа сајентолога. Ранију верзију књиге Абнормална Дијанетика, намењену медицини, одбацили су многи издавачи као и професионалци у области медицине, али је преношена из руке у руку штампањем на мимеографу и касније се продавала под називом Дијанетика: Модерна наука о менталном здрављу, предмет је константног уређивања од свог почетка, тако да тренутно једва да чак и подсећа на оригинално издање из 1950. године.

#### А) Динамички принцип постојања: Опстати![23]
Према Хабарду, основно откриће је да није човек тај који опстаје, већ је искључиво мотивисан опстајањем.

#### Б) Једини извод девијације: Реактивни ум
Према Хабарду, реактивни ум функционише једино на основу одговора на стимулус, и не чува сећања већ енграме.
У Дијанетици, Хабард помиње пост-хипнотску сугестију. Овај феномен пост - хипнотске сугестије датира још од 1787. Развој Динамичке психијатрије датира од сусрета између физичара Месмера и егзорцисте Јохана Јозефа Гаснера. Према следбеницима школе Динамичке психијатрије, успон хипнотизма (науке о хипнози) указао је на откриће несвесног. У поморској болници Оак Кнолл, где је лечен од чира, Хабард је проучавао хипнозу, психолошке теорије и остале сличне области. Хабард је био прилично обучен за хипнозу. Према Хабарду, покушај открића шта чини хипнотизам тако опсежном варијаблом је било то што је довело до открића Реактивног ума. Доктор Рој Гринкер и доктор Џон Спигл развили су наркосинтезу, што су касније доста користили психијатри у Другом светском рату. У књизи Дијанетика, Хабард помиње наркосинтезу или хипнозу дрогом. Међутим, Хабард наводи да је техника била позната годинама, у античкој Грчкој и на Оријенту. Техника наркосинтезе се не користи у Дијанетици, иако је Хабард можда био обучен за то у Поморској обавештајној служби. Инјекција содијум пентотала се убризгавала као серум истине. Техника се описује на страни 150 2007. Издања Дијанетике: Модерне науке о менталном здрављу.

#### В)Терапија и њена примена
Медицинско устројство је апсолутно одбацило нову "науку" због недостатка експерименталних доказа. Дијанетика никада није прошла научну комору са одличним оценама. Године 1953. Харвеј Ј. Фишер је написао извештај Дијанецка Терапија: експериментална евалуација која закључује да "... Дијанетика не утиче систематски повољно или неповољно на способност перформансе", било интелектуално, математичко или решавање конфликта личности. Према Хабардовом сину, она није резултат било каквог истраживања, већ људска опсесија девијацијом и другим феноменима несвесног, нарочито окултно и црна магија. Постоји читаво поглавље у ДНМЗ посвећено демонологији. Да би одржао "научни" изглед ДНМЗ, Хабард јавно оспорава веру у демоне. У ДНМЗ, демони су објашњени као електрична кола. Међутим, у Хабардовим каснијим есејима почињу да се појављују ентитети који опседају људско физичко тело. Ти ентитети су духови које Хабард назива "тетанима". Оно што Хабард заиста тврди је да је демонологија добар бизнис. Особа је тетан, али тело физичке личности је опседнуто тетанима под називом телесни тетани. Да би била духовно слободна, личност мора да ревидира све ове тетане у телу и за то би требало пуно времена и пуно новца.
Саветујући ревизору да буде некомуникативан, Хабард је одвојио дијанетику од осталих психотерапија, где терапеут најупорније нуди личну интерпретацију тога шта се дешава у уму пацијента.
Сајентолог Харви Џенкинс је рекао за терапију: „ ... Резултати су скоро једнообразни и позитивни. Очигледно ревизор (слушалац или терапеут), може бити врло директан у тражењу прошлих трауматских искустава која настављају да ремете рационалност и добробит особе. Кад се једном лоцира, “пражњење” извора бола и реевалуација искуства очигледно доводи до драматичног побољшања способности, емотивног тона и добробити (личности).
Хабард је сматрао да је одржати тишину око несвесног или емотивно повређених особа од огромне важности за превенцију девијације. Након објављивања књиге, Хабард се преселио на Кубу. Тамо су и даље јасно истакнути знаци „болничка тишина“ у свакој болничкој зони. У писму под датумом 7. децембар 1950. син Ернеста Хемингвеја, Грег, пише свом оцу помињући да издавач Дијанетике долази на Кубу да поклони Ернесту примерак књиге у знак добре воље. Девојка Хемингвејевог сина је издавачева кћерка, Грег лично ради у Хабардовој фондацији за истраживање Дијанетике. 14. децембра Хемигвеј је одговорио: “Краљ Дијанетике никад није послао књигу, па сам ја једну купио, али Мис Нита ју је позајмила, па је и даље ван система, тако да нисам у могућности да ускочим у „ дубину ” било ког од ових популарних спортова Њујорка и морам да наставим да пишем тако како их видим.”
Према Мартину Гарднеру, изводљивост Дијанетике лежи у пољу лечења вером, пошто ће већина неуротичара реаговати позитивно на нешто у шта верују. Нема ничег необичног у историјама случаја код Дијанетике, пошто је то нешто сасвим уобичајено у лечењу вером.
На крају, Хубард даје упозорење онима који покушавају да ревидирају себе његовим Уради сам дијанетским процесом. То не може да се уради, каже Хабард, јер сваки енграм садржи аналитичко умањење. Боље је научити ревидирати технику и применити је на друге. Свако ангажован у ревизији себе ће успети у томе да му само буде лоше. Међутим, каснијим развојем примене технике, Хабард би развио “самосталну ревизију” где ревизор и особа која ради “претходно чишћење” једно и исто сем што би се током процедуре Хабард као и увек повиновао оном другом. У Дијанетици и сајентологији ревизија себе увек има лошу конотацију док самостална ревизија нема. Као и обично, Хабардова употреба терминологије је специфична и односи победу.
Хабард каже у ДМНМЗ да све цивилизације имају два одговора на реалност људског очаја: прво, „ религија и магијске праксе,” друго, „ модерна психотерапија,” која је, по њему, „ превазишла бруталност магијских и религијских пракси, претварањем пацијената у беспомоћне зомбије ”. Он је такође рекао, да, пошто човек не разуме себе, развио је “застрашујућа оружја”, што је разлог због чега је земља у рату.

## Иницијална публикација
Књига Дијанетика је први пут објављена 9. маја 1950. године. Објавила ју је Хермитаге Хоусе у Оне Мадисон Аве, Њујоршка издавачка кућа психијатриских књига, а њихов председник Артур Цеппос такође је био у управном одбору истраживачке фондације Хубард Дијанетик. Ова књига је постала бестселер широм државе продајући преко 150000 копија за годину дана. Захваљујући великом интересовању, мноштво Дијанетик клубова и сличних организација је формирано ради примене техника Дијанетике. Хубард је широм земље основао мрежу истраживачке фондације Дианетик. Ту је нудио тренинг у Дијанетици уз накнаду. Дијанетика је постала веома популарна широм државе али онда су је психолози прогласили за неистиниту.
Оригинална едиција ове књиге је садржала увод од доктора Ј. А. Wинтера, који је постао први медицински доктор истраживачке фондације Хубард Дијанетик, прилог "Филозофска Метода" Вила Дуранта (узета из књиге "Прича о филозофији" 1926.), још један прилог "Истраживачка Метода" Џон W. Кампбела и 3. прилог од Доналд Х. Рогерса. Ови прилози су изостављени из едиција "Дијанетика" -а, који су објављени након почетка 1980-их.

## Пријем
Види такође: Dianetics & Scientific evaluation and criticisms
Иако је добила позитиван првобитни одговор јавности, Дијанетика је била строго критикована од стране научника и медицинских стручњака због својих научних недостатака. Америчка Психолошка Асоцијација усвојила је резолуцију 1950. о Дијанетици да " те тврдње нису поткрепљене емпиријским доказима који су потребни за успостављање научних генерализација".
Упркос пар повољних коментара од стране лекара, Дијанетика је имала веома непријатељске критикеод многих, па скоро и свих, извора. Рана ревизија у Новој Републици сажимала је књигу као "храбру и нескромну мешавину потпуног бесмисла и савршено разумног здравог разума, узета из дуго признатих налаза и прикривена и искривљена новом, скоро насталом терминологијом " и упозорила на медицинске ризике: "може се показати фаталним ако се превише верује обећањима ове опасне књиге."  Фредерик Л. Шуман, професор политичких наука на Колеџу Вилијамс у Вилијамстовну, Масачусетс, постао је следбеник Дијанетике и писао је огорчена писма онима који су ревизирали Дијанетик негативно укључујући Нову Републику и Њујорк Тајмс. Професор Шуман написао је повољан чланак о Дијанетици у  издању Бољих Кућа и Башта из априла 1951. године.
Прегледавши књигу за Scientific American 1951. године. физичар Исидор Исак Раби је критиковао недостатак доказа или квалификација, рекавши да "вероватно садржи више обећања и мање доказа по страници него било која публикација од проналаска штампања ". Уводник у Клиничкој медицини резимирао је књигу као "дебату старих психолошких концепата, (...) погрешно сваћених и погрешно интерпретираних и истовремено украшених аурелом од камена филозофа и универзалним леком ", који је иницирао "нови систем надрилагодности очигледно значајних димензија". Према Извештају корисника,књига надмашује научне и сајбер метафоре, и недостаје јој потребних случајева о извештајима, експериментална репликација и статистичке податке како би подржала своје храбре тврдње. И Извештај корисника и Клиничка Медицина упозорили су на опасност да ће књига инспирисати неквалификоване људе да интервенишу у туђим случајевима менталних проблема на штетан начин.  
Ова упозорења су проширена од стране психоаналитичара Ериха Фрома, који се супротставио софистицираности Сигмунд Фројдових теорија са "претерано поједностављеним " и "пропангадистичким" идејама које је понудила Дијанетика. Изразито механички поглед на ум није имао потребу за људским вредностима, савести или било каквим ауторитетом осим самог Хубарда. Сличну тачку је изнео и психолог Роло Мај у Њујорк Тајмсу, тврдећи да Дијанетика несвесно илуструје заблуду покушаја разумевања људске природе помоћу непроменљивих математичких модела преузетих из механике.
Ревизија експерта за семантику С. Л. Хајакава је описала Дијанетику као пример фикције- науке, што значи да она позајмљује неколико лингвистичких техника из научне фантастике да би учинила маштовите рведње уверљивијим. Научна фантастика, како је он то објаснио, се солања на вивидно преношење имагинарних ентитета као што су Марсовци и пиштољ са светлосним зрацима као да су уобичајна појава. Хубард је чинио то са својим фантастичним "открићима", можда чак заваравајући и самог себе.
Научни писац Мартин Гарднер је критиковао "репетитивни, незрели стил" књиге поредедећи је са великим псеудознанственим изјавама Вилхелма Рајха. "Ништа у књизи, ни приближно, не подсећа на научни извештај," написао је он.
Алексеј Шлиапов, колумниста руског листа "Известиа ", рекао је за Дијанетику: "Мислим да би наши политичари требало да се упознају са овом књигом, јер овде је, поред осталог, технологија за то како постати популаран, како стећи утицај међу масама без потребе да се појаве значајне личности.
У скорије време, Солон је књигу описао као "фантастично досадну, очајно написану, неуредну реч ", која покрива недостатак вредндостојних доказа са чистим инсистирањем и Дневни Телеграф је то назвао "језивим делом умне механике" што би пре изазвало, него што би излечило депресију.
Када је Хубард написао књигу 1950. године, хомосексуалност је била сматрана патолошком болешћу, а 1951. године ДСМ га је навела под Сексуално одступање, и овај став се одражавао у деловима Дијанетике, где се хомосексуалност сматра менталном болешћу. Осим хомосексуалца као сексуалног перверзњака, Хубард такође укључује ствари као што су лезбејство, сексуални садизам и цео каталог Елис и Крафт-Ебинг као нешто што је заправо "физички веома болесно".
Карл Лешли је деценијама трагао за енграмом који је напустио 1950. године за не-локализовану меморију. Ово није био исти тип енграма као онај који је описао Хубард. Међутим, Хубард је извео своје идеје и термин "енграм" из извора психологије, и биологије. Ричард Семон је 1904. године сковао термин "енграм" и писао о њему опсежно 1921, деценијама пре објављивања Дијанетике.

## Историја публикација
Није познато колико је издања било, али каже се да је 60 штампања објављено до 1988, од којих су скоро сви штампани од стране цркве сајентолога и њених сродних организација.
Тренутне публикације су објављене од стране публикација Мост и Нова Ера, штампе које поседује сајентологија. Преко 20 милиона копија продато је према насловници најновијих књига. Следећа изјава је укључена на страници за ауторска права свих публикација: „ ова књига је део стваралаштва Л. Рона Хабард-а, који је развио Дијанетичку духовну технологију лечења и сајентолошку примењену религиозну филозофију. Представљена је читаоцима као запис о запажањима и истраживању природе ума и духа, а не као изјава тврдњи аутора... "
Према публикацији Мост, од када је издата, за 40 година, продато је 83 милиона копија Дијанетике. Према Nielsen BookScan-у, продато је 52.000 копија између 2001. и 2005. године. Књига је агресивно рекламирана, често на начине који су необични за индустрију књига, на пример, појављујући се као један од 12 спонзора за Игру добре воље по уговору од 4 милиона долара између публикације Мост и Тарнер Броудкастинг Систем. Публикација Мост је такође спонзор НАСЦАР тркача и сајентолога Кентона Греја који се трка у тиму „ Дијанетик Рејсинг Тим" и чији број 27 Форд Таурус је украшен логовима Дијанетике.
Многи извори изјављују да је непрекидна продаја ове књиге изманипулисана од стране цркве сајентологије и њених сродних организација које својим верницима наређују да купе нове публикације да би се повећала цифра продатих копија. Према Лос Ангелес Тимес-у, објављеном 1990, „ продаја Хабард-ових књига је очигледно добила додатни подстицај присталица сајентологије и радника издавачке куће. Појављујући се у многим књижарама као Б. Далтон и Валденбоокс, куповали су пуне руке Хабардових дела, како кажу бивши запослени. "  Од чланова је тражено да допринесу тако што ће давати Дијанетику јавним библиотекама. Међутим, Дијентика није придодата колекцији јавне библиотеке Бруклина на основу негативних рецензија.

## Улога у сајентологији
Сајентолози сматрају објављење књиге „ Дијанетика: Модерна наука о менталном здрављу" историјским догађајем за њихов покрет и свет и називају је „ Књига Један". У сајентологији, године су нумерисане у односу на прво издање књиге: 1990. је, на пример, „40 ПД" (после Дијанетике). Књига је промовисана као „ прекретница за човека која може да се пореди са његовим открићем ватре и супериорним у односу на изум точка и лука.”
Црква сајентологије и дан данас пуно промовише Дијанетику која је нашироко рекламирана на телевизији и у штампи. Заиста, наводно је црква питала своје чланове да купе велике количине ове књиге са својим новцем или са новцем који би им црква обезбедила, само у сврху тога да књига остане на листи најпродаванијих књига Њујорк Тајмс-а.

Хабард је описао ову књигу као кључно средство да људи постану заинтересовани за сајентологију:
Људи који су прочитали Књигу Један и желели су Дијанетику, када су доставили довољно ревизија, обуке или ко- ревизије прве књиге, онда су почели да посежу за СЦН-ом. Имајући у виду довољну количину и квалитет прве књиге, ови људи су природно почели да траже и посежу за СЦН услугама!
Сајентолошка црква је експлицитно говорила о коришћењу Дијанетичких спонзора за Игре добре воље да би повећала чланство сајентологије, интерни часопис Цркве за сајентологе, Међународне сајентолошке вести, изјавио је:
Да би се створио огроман међународни утицај, Дијанетика је постала главни спонзор предстојећих Игара добре воље ... Све ове акције ширења се раде са једином сврхом да све више људи упознају ЛРХ-ову технику, тако да ће ићи у организацији (власништва сајетологије) и брзо се кретати према Мосту до потпуне слободе [напредујући кроз сајентолошке нивое].

## Слика насловнице
Дијанетика користи слике ерупције вулкана, како на насловницама едиција после 1967, тако и у рекламама. Огроман билборд, саграђен је у Сиднеју, Аустралија, димензија 33 m у ширину и 10 m у висину на коме је приказана ерупција вулкана са „ нетоксичним димом". Хабард је рекао свом особљу за маркетинг да ће овакво приказивање купцима учинити ову књигу неодољивом тако што ће поново активирати несвесна сећања. Према Хабарду, вулкан присећа на инцидент у ком је галактички владар Ксену поређао милијарде својих људи око земљиних вулкана и ту их убио тако што је испуштао пару разних хидрогенских бомби. Представник сајентолошке цркве је потврдио на суду да је дијанетички вулкан заиста повезан са „ катастрофом" који је начинио Ксену.

Бент Коридон, бивши носилац мисије за сајентологију, испричао је:
Посебна "Књига Мисија" била је послата да промовише ове књиге, сада оснажене и учињене неодољивим додавањем ових наводно превладавајућих симбола или слика. Особље за организацију је било уверено да ако подигну једну књигу, откривајући њену насловницу, да ће било који власник књижаре одмах наручити огромне количне њих. Царински службеник, видевши било коју насловницу ових књига у нечијем пртљагу, би одмах пустио да прођу.